# Chodovice
Chodovice är en ort i Tjeckien.   Den ligger i regionen Hradec Králové, i den centrala delen av landet, 90 km öster om huvudstaden Prag. Chodovice ligger 313 meter över havet och antalet invånare är 215.
Terrängen runt Chodovice är platt åt sydväst, men åt nordost är den kuperad. Runt Chodovice är det tätbefolkat, med 276 invånare per kvadratkilometer. Närmaste större samhälle är Jičín, 18,1 km väster om Chodovice. Trakten runt Chodovice består till största delen av jordbruksmark.